# Hội độc thân (phim)
Hội độc thân (tựa gốc: Bachelorette) là một bộ phim lãng mạn hài hước của Mỹ năm 2012 do Leslye Headland đạo diễn và viết kịch bản, chuyển thể từ vở kịch nói cùng tên. Phim có sự tham gia của Kirsten Dunst, Lizzy Caplan và Isla Fisher. Phim ra mắt tại Liên hoan phim Sundance vào ngày 23 tháng 1 năm 2012 và công chiếu tại Hoa Kỳ ngày 7 tháng 9 năm 2012.